# George Douglas, IV conte di Angus
George Douglas, IV conte di Angus (1429 – 1462), successe al fratello James Douglas, III conte di Angus, alla morte di questi avvenuta quando aveva 16 anni.

## L'ascendenza
George nacque nel 1429 da William Douglas, II conte di Angus (circa 1398-1437) e da Margaret Hay. Il casato di George discendeva direttamente da quello del Conte di Douglas, questi rappresentava la "Linea nera", mentre il ramo degli Angus era la "Linea rossa", tale divisione era sorta in seguito ad una spartizione ereditaria e tale era rimasta. Entrambi i casati discendevano dal nobile scozzese William Douglas the Hardy che si era unito a William Wallace contro gli inglesi. Sia gli Angus che i Douglas erano fortemente imparentati con la casa reale scozzese e con i più intimi membri della corte, tanto che negli anni essi stessi ne divennero parte.

## L'unione dei Douglas
All'età di sedici anni George succedette al fratello maggiore, James Douglas, III conte di Angus morto appena ventenne. Due anni dopo, nel 1448, George si unì insieme a due suoi parenti, William Douglas, VIII conte di Douglas (1425-22 febbraio 1452) e Hugh Douglas, Conte di Ormonde (morto nel 1455), per una spedizione punitiva contro gli inglesi. La loro destinazione era il villaggio di Alnwick ed il suo castello, situato sulla costa del Northumberland, che venne assediato e bruciato in risposta ad un attacco condotto da Henry Percy, II conte di Northumberland e da Richard Neville, V conte di Salisbury. Il primo aveva bruciato il Castello di Dunbar, mentre l'altro aveva messo a ferro e fuoco la città di Dumfries.
I Douglas ripianarono i conti, dopo essere passati da Alnwick si diressero sul Castello di Warkworth e sconfissero Percy nella battaglia di Sark combattuta il 23 ottobre 1448.

## Sangue contro sangue
Nel 1452 William Douglas venne ucciso al Castello di Stirling da Giacomo II di Scozia. Il motivo di questo gesto risiedeva nel risentimento che William provava nei confronti del re a seguito di un'incursione regia nei suoi territori compiuta mentre egli si trovava in pellegrinaggio a Roma. D'altro canto il re era infuriato con lui per l'alleanza di William con due nobili scozzesi, Alexander Lindsay, IV conte di Crawford (morto nel 1453) e John Islay, Conte di Ross. Di fronte al rifiuto di William di sciogliere questo sodalizio il re lo aveva accoltellato e defenestrato. I Douglas non stettero certamente a guardare ed insorsero contro il sovrano, i fratelli del morto, Hugh Douglas, Conte di Ormonde e Giovanni Douglas, Signore di Balvenie levarono le armi e molti si aspettarono che anche George le alzasse insieme a loro. Tuttavia, come detto, i Douglas e gli Angus erano imparentati con la casa reale e George stesso era primo cugino di Giacomo II di Scozia, motivo per cui, quando nel 1455 scoppiarono i disordini veri e propri si alleò con il re, venendo gratificato del ruolo di comandante.
Poco dopo il suo luogotenente, James Hamilton, I Signore di Hamilton (1415 circa-6 novembre 1479) abbandonò la causa regia e George andò in Inghilterra a cercare il sostegno di Enrico VI d'Inghilterra. La resa dei conti avvenne nella Battaglia di Arkinholm del 1º maggio 1455, dei ribelli solo Balvenie si salvò grazie alla sua fuga in Inghilterra, gli altri perirono in battaglia o vennero giustiziati poco dopo. La "Linea nera" era in aperta decadenza, i loro possedimenti vennero requisiti ed i titoli confiscati.

## L'ascesa della Linea rossa
Dopo la fine della ribellione George rimase schierato con il re che lo ricoprì di onori. Nel 1460 lui ed il sovrano stavano conducendo l'assedio al castello di Roxburgh. La Guerra delle due rose era scoppiata e Roxburgh era fedele al Casato di York, mentre Giacomo II di Scozia supportava il Casato di Lancaster. Si stavano sparando dei colpi di cannone ed uno esplose poco dopo essere stato sparato colpendo il re che rimase ucciso e ferendo George che riuscì comunque a portare avanti l'assedio che venne concluso entro pochi giorni.
Il 10 agosto George assistette all'incoronazione del giovanissimo Giacomo III di Scozia e gli pose la corona in capo all'Abbazia di Kelso.
George fu uno dei Reggenti per il piccolo Giacomo e continuò a comandare sulle Marche dell'Est e dell'Ovest anche grazie al posizionamento di uomini fedeli in posizione strategiche di comando conservando intatto questo potere fino alla morte avvenuta l'11 marzo 1463 ad Abernethy.

## Matrimonio e discendenza
George si sposò con Isabella Sibbald ed insieme ebbero nove figli:
- Archibald Douglas, V conte di Angus (1449-19 novembre 1513)
- John Douglas
- Anne Douglas che sposò William Graham, III Lord Graham (1464-9 settembre 1513)
- Isabella Douglas che sposò Sir Alexander Ramsay
- Elizabeth Douglas che sposò Robert Graham di Fintry
- Margaret Douglas che sposò Duncan Campbell di Glenorchy
- Janet Douglas che sposò in prime nozze Duncan Scott e poi George Leslie, I conte di Rothes (1417 circa-1490)
- Egidia Douglas
- Alice Douglas